# Запорожец, Александр Владимирович
Алекса́ндр Влади́мирович Запоро́жец (30 августа [12 сентября] 1905, Киев, Российская империя — 7 октября 1981, Москва) — советский психолог, доктор педагогических наук (1958), профессор (1960), действительный член АПН СССР (1968; член-корреспондент АПН РСФСР с 1959).

## Биография
Окончил педагогический факультет 2-го МГУ (1925—1930).
В 1929—1931 гг. сотрудник Академии коммунистического воспитания.
В 1920—1930-е годы входил в состав мифологической пятёрки московских учеников Выготского (Запорожец, Божович, Морозова, Левина, Славина).
С 1931 года в Харькове в Украинской психоневрологической академии; одновременно с 1933 года — доцент, с 1938 года — заведующий кафедрой психологии Харьковского педагогического института.
В 1941—1943 годах работал в экспериментальном госпитале восстановления движений при Институте психологии (Свердловская область).
В 1943—1960 годах — доцент, профессор кафедры психологии МГУ; в 1944—1960 годах — заведующий лаборатории психологии детей дошкольного возраста НИИ ОПП; организатор, с 1960 года — директор НИИ дошкольного воспитания.
В 1965—1967 годах — академик-секретарь отделения психологии и возрастной физиологии, в 1968—1981 годах — член Президиума АПН СССР.
Умер в 1981 году. Похоронен на Калитниковском кладбище.
Жена — Тамара Осиповна Гиневская, автор воспоминаний о муже.

## Научная деятельность
Разрабатывал вопросы общей и детской психологии, психологии сенсорных процессов и движения; внёс вклад в психологическую теорию деятельности. Вместе с учениками создал теорию сенсорного и умственного развития ребёнка, способствующую решению проблем воспитания и обучения дошкольников. Критиковал тенденцию к искусственному «подстёгиванию» умственного развития, преждевременному включению ребёнка в сложные формы учебной деятельности. Ввёл в дошкольную педагогику понятие амплификации (обогащения) развития ребёнка за счёт оптимального использования специфически детских видов деятельности. В этой связи переход к школьному обучению детей с 6-летнего возраста воспринял критически, считая, что удлинение детства — величайшее завоевание человеческой цивилизации.

## Основные работы
- Леонтьев А. Н., Запорожец А. В. Восстановление движений. Исследование восстановления функций руки после ранения. М., 1945;
- Развитие произвольных движений. М., 1960;
- Психология. М., 1955 (3-е изд. 1965);
- Восприятие и действие. М., 1967 (в соавт.);
- Избранные психологические труды: В 2-х т. М., 1986;
- Психология действия. М., — Воронеж, 2000.

Статьи
- Запорожец, А. В., Луков, Г. Д. Развитие рассуждений у ребёнка младшего школьного возраста // Научные записки Харьковского гос. пед. института (Про розвиток міркування у дитини молодшого віку // Наукові Записки Харк. Держ. Педаг. Инст.), т. VI, 1941;
- Развитие рассуждений в дошкольном возрасте // Дошкольное воспитание, 1947. № 8;
- Эльконин Д. Б., Запорожец А. В., Гальперин П. Я. Проблемы формирования знаний и умений у школьников и новые методы обучения в школе // Вопросы психологии. — 1963. — № 5.